# Nollie

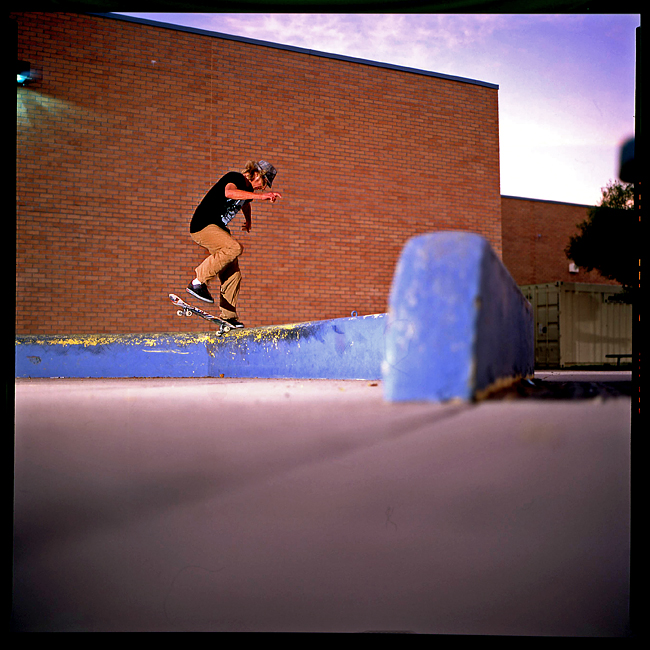
Nóllie

Nóllie (нóллі) — один з найпопулярніших трюків на скейтборді. Як і Ollie, являє собою стрибок зі скейтом, але відрізняється вихідним положенням ніг на дошці. При оллі задня нога знаходиться на тейлі і виконує «клацання», передня ж розташовується приблизно на середині дошки і виконує «витяжку», в той час як при Ноллі «клацання» виконує передня нога, перебуваючи на ноуз, а «витяжку» — задня, перебуваючи на середині скейтборду.
Зазвичай скейтери, які вміють добре робити світч оллі, добре виконують і Ноллі. Це пояснюється тим, що при Ноллі задіяні ті ж м'язи, що і при світч оллі.